# سنگ پالرمو

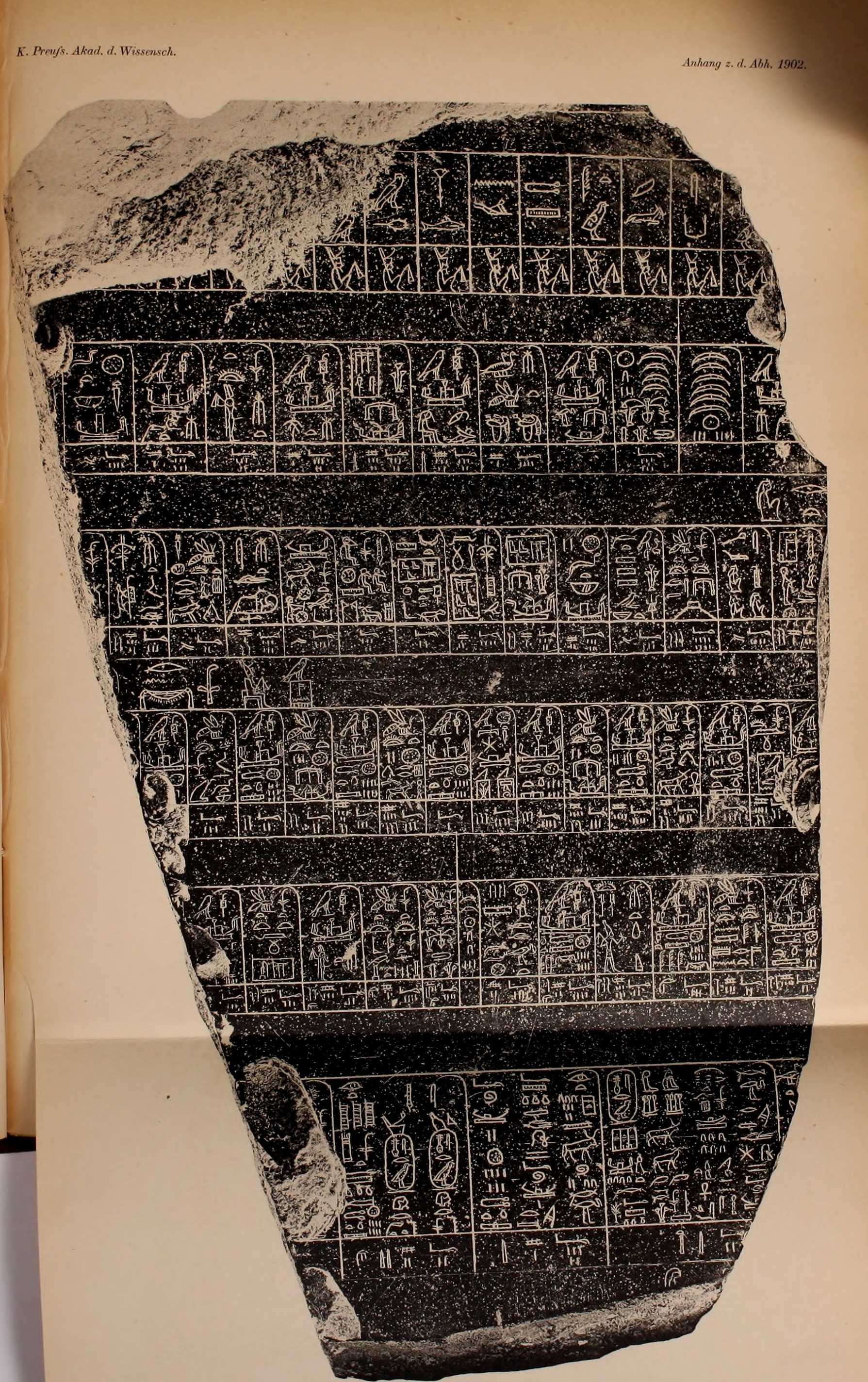
سنگ پالرمو، قطعه‌ای از سالنامه سلطنتی که در موزه پالرمو نگهداری می‌شود

سنگ پالرمو تکه‌ای بزرگ از یک ستون سنگی یادبود به نام «سالنامه شاهی» مربوط به پادشاهی کهن مصر است. این سنگ شامل فهرستی از پادشاهان دودمان نخست تا دودمان پنجم مصر است که رویدادهای مهم در هر سال از سلطنت آنها را ثبت کرده است. سنگ پالرمو در موزه باستان‌شناسی شهر پالرمو در ایتالیا نگهداری می‌شود. دیگر تکه‌های سالنامه شاهی در موزه‌های «پتری» در بریتانیا و مصر در قاهره نگهداری می‌شوند.

## توصیف ظاهری
سنگ پالرمو از بازالت سیاه ساخته شده‌است. در دو سوی سنگ با خط آغازین مصری نگارش شده‌است. سنگ یادبود اصلی ۲٫۱ متر ارتفاع و ۶۰ سانتی‌متر عرض داشته‌است. این سنگ به تکه‌های بسیاری که بعضی‌شان اکنون گم شده‌اند تقسیم شده‌است. مکان اصلی سنگ یادبود مشخص نیست اما بخش‌هایی از آن در محوطه‌ای باستانی در ممفیس پیدا شدند. روی سنگ به به چند ردیف تقسیم شده است. اولی که بالای سنگ است تنها لیست نام پانزده پادشاه پیش سلسله است (مانند عقرب شاه). نویسنده متن به علت اینکه اطلاعات کافی در مورد این پادشاهان نداشته است، تنها به نام آنها بسنده کرده است. ردیف های بعدی نام پادشاهان تا سلسله چهارم است. هر ردیف با یک حرف که شبیه اِف لاتین معکوس است به سال‌ها تقسیم شده است به این علت که در متن نوشته از راست به چپ خوانده می‌شود. در مستطیل هایی که مخصوص یک پادشاه است، اسم هر پادشاه با نام مادرش آورده شده است. در پایین میزان طغیان رود نیل آورده شده است، در داخل  این قطعه اتفاقات مهم در دوره این پادشاه تا زمان مرگ او نوشته شده است. 
تکه سنگ پالرمو در سال ۱۸۳۳ به مجموعه‌های موزه باستان‌شناسی پالرمو افزوده شد.

## اهمیت
متن نوشتار سنگ با فهرست کردن فرمانروایان چندین هزاره (که از سوی بسیاری افسانه‌ای دانسته می‌شوند) آغاز می‌شود. این فهرست به پیش از پدید آمدن خدای هوروس، که بر پایه متن سنگ پادشاهی را به منس اعطا کرد، اشاره می‌کند. این متن منس را نخستین فرمانروا از جنس انسان و یکپارچه‌ساز دو مصر معرفی می‌کند. (نام دیگر منس می‌تواند نارمر باشد اما این احتمال هست که نارمر پادشاه پس از او بوده باشد.)
متن با شمردن نام فرعون‌های مصر تا نفریرکارع کاکای، یکی از فرمانروایان آغازین دودمان پنجم، پیش می‌رود. این گمان وجود دارد که سنگ یادبود اصلی نام پادشاهان تا پس از این فرعون را نیز در بخش‌هایی که اکنون گم شده‌اند، در بر می‌گرفته‌است. یکی از دلایل اهمیت این سنگ در بر داشتن نام مادران فرعون‌ها است که باستان‌شناسان را در شناسایی بهتر هر یک از آن فرعون‌ها یاری رسانده است.

### کتاب‌ها
- St. John, Michael (۲۰۰۳). «The Palermo Stone : An Arithmetical View». London: University Museum London. شابک ۰۹۵۳۶۸۶۵۰۷.
- Wilkinson, Tony A. H. (۲۰۰۰). «Royal Annals of Ancient Egypt». New York: Columbia University Press. شابک ۰-۷۱۰۳-۰۶۶۷-۹.